# Вольф, Луи Карл Отто
Луи Карл Отто Вольф (нем. Louis Carl Otto Wolf; 27 декабря 1849, Бернбург — 29 апреля 1917, Маастрихт) — немецкий дирижёр и композитор.
Учился в Берлине у Йозефа Иоахима (скрипка), Теодора Куллака (фортепиано) и Фридриха Киля (композиция). Начал профессиональную карьеру как скрипач в Мекленбург-Шверинской придворной капелле, затем в 1876—1883 гг. городской музыкант в Хайльбронне.
На протяжении оставшейся жизни работал в Нидерландах, в 1899 году получил нидерландское подданство. Преподавал фортепиано частным образом, а также в Маастрихтской семинарии, выступал в составе Королевской капеллы в Гааге. В 1883 году стал первым руководителем Маастрихтского муниципального оркестра и возглавлял его до 1915 года, несмотря на неуклонно ухудшавшуюся репутацию у слушателей и критиков (Вольфа критиковали как за неспособность удержать оркестр в руках, так и за преобладание немецкого репертуара, включая его собственные сочинения).
Автор четырёх симфоний, оркестровых увертюр и других сочинений.